# Bad Blood (canción de Bastille)
«Bad Blood» —en español: «Mala sangre»— es una canción de la banda británica de Bastille y el segundo sencillo de su álbum debut del mismo nombre. Fue lanzado como sencillo en el Reino Unido el 17 de agosto de 2012.
Tanto «Bad Blood» y su canción del lado B «Haunt (Demo)» fueron incluidos en Haunt EP, junto con «Pompeii» y «Overjoyed»..

## Video musical
Un vídeo musical para acompañar el lanzamiento de «Bad Blood» fue lanzado por primera vez en YouTube el 29 de junio de 2012 a una longitud total de tres minutos y treinta cuatro segundos. El video fue dirigido por Olivier Groulx.

## Lista de canciones
Descarga digital
1. «Bad Blood» – 3:32
2. «Haunt» (Demo) – 2:53
3. «Bad Blood» (F*U*G*Z Remix) – 3:41
(featuring F.Stokes & Kenzie May)
4. «Bad Blood» (Mele Remix) – 4:21
5. «Bad Blood» (Lunice Remix) – 3:53
6. «Bad Blood» (music video) – 3:47

## Posicionamiento en listas
| Listas (2012)                            | Mejor posición |
| ---------------------------------------- | -------------- |
| UK Singles (The Official Charts Company) | 90             |

| Listas (2014)                             | Mejor posición |
| ----------------------------------------- | -------------- |
| Estados Unidos (Alternative Airplay)      | 5              |
| Estados Unidos Hot Rock Songs (Billboard) | 37             |

## Historial de lanzamientos
| País        | Fecha                | Formato          | Discográfica   |
| ----------- | -------------------- | ---------------- | -------------- |
| Reino Unido | 17 de agosto de 2012 | Descarga digital | Virgin Records |